# Beulah (Michigan)
Beulah is een plaats (village) in de Amerikaanse staat Michigan, en valt bestuurlijk gezien onder Benzie County.

## Demografie
Bij de volkstelling in 2000 werd het aantal inwoners vastgesteld op 363.
In 2006 is het aantal inwoners door het United States Census Bureau geschat op 393, een stijging van 30 (8,3%).

## Geografie
Volgens het United States Census Bureau beslaat de plaats een oppervlakte van
1,2 km², geheel bestaande uit land. Beulah ligt op ongeveer 180 m boven zeeniveau.

## Plaatsen in de nabije omgeving
De onderstaande figuur toont nabijgelegen plaatsen in een straal van 20 km rond Beulah.